# 雷米尔-蒙若利
雷米尔-蒙若利（法語：Remire-Montjoly，亦作，法語發音：[ʁemiʁ mɔ̃ʒɔli]）是法国海外省法属圭亚那的一个市镇，属于卡宴区。该市镇于1969年由原市镇雷米尔（Remire）和蒙若利（Montjoly）合并而成。

## 地理
雷米尔-蒙若利（4°54'18"N, 52°16'35"W）面积46.11 平方千米平方千米，位于法国海外省法属圭亚那。
与雷米尔-蒙若利接壤的市镇（或旧市镇、城区）包括：卡宴、马图里、鲁拉。
雷米尔-蒙若利的时区为UTC−03:00。

## 行政
雷米尔-蒙若利的邮政编码为97354，INSEE市镇编码为97309。

## 政治
雷米尔-蒙若利的现任市长为克洛德·普莱内（Claude Plénet）先生，任期为2020-2026年。

## 人口

1962-2008年间雷米尔-蒙若利人口变化图示

雷米尔-蒙若利于2022年1月1日时的人口数量为27037人。